# Мариано Хосе де Лара
Мариано Хосе де Лара и Санчез де Кастро (на испански: Mariano José de Larra y Sánchez de Castro, 24 март 1809 – 13 февруари 1837) е испански писател, представител на Романтизма.
Известен е най-вече с многото си есета, както и със своето самоубийство. Творбите на Лара често са сатирични и показват неговата критика към испанското общество през XIX в., фокусирайки се върху политиката и върху обичаите на това време.

## Биография
Роден е в Мадрид. Баща му работи като военен лекар във френската армия. Заради франкофилските му идеи (в Испания по онова време използват думата афранчесадо) баща му е принуден да напусне страната заедно със семейството си през 1812 г. През 1817 г. Лара се завръща в Испания, знаейки по-добре френски, отколкото родния испански. Юношата е непокорен, образованието му е недовършено.
След няколко опита да получи диплома по медицина и право необмислено се жени на 20-годишна възраст, отчуждава се от роднините си и става журналист. Бракът му трае само 3 години, но има 3 деца.
На 27 април 1831 г. написва първата си пиеса, „No más mostrador“, стъпваща на 2 творби от Дюлафо. Макар да липсва подреденост на пиесата, тя е написана брилянтно и се поставя в театрите дълго време. На 24 септември 1834 г. завършва пиесата „Macías“ въз основа на романа му „El doncel de don Enrique el Doliente“ (1834).
Пиесите и романът на Лара са по-скоро експериментални. Всъщност Лара е най-вече журналист и все по-голямата свобода на пресата след смъртта на Фернандо VII му дава възможност да се развихри. Писателят вече е известен под псевдонимите Фигаро и Хуан Перес де Мунгиа, които той използва в няколко вестника.
Мадрид се смее на мрачния му хумор, правителството се страхува от безпощадното му перо и усърдно се мъчи да го спечели на своя страна. Избран е за депутат от умерената либерална партия в град Авила.
В този момент кариерата му сякаш е в подем, но последвалите военни опити за преврати и бунтове унищожават личните му перспективи и патриотични планове. Неговите творби започват да звучат все по-мрачно и безнадеждно. Лични проблеми все повече го притесняват и увеличават неговия песимизъм. През февруари след трагична любовна афера се самоубива.